# Station Hattingen (Ruhr)
Station Hattingen (Ruhr) (Duits: Bahnhof Hattingen (Ruhr)) is een S-Bahnstation in de Duitse plaats Hattingen. Het station ligt aan de spoorlijnen Hattingen - Hattingen Mitte en Düsseldorf - Hagen.

## Treinverbindingen
| Serie | Treinsoort            | Route                                                                                       | Bijzonderheden |
| ----- | --------------------- | ------------------------------------------------------------------------------------------- | -------------- |
| S 3   | S-Bahn (DB Regio NRW) | Oberhausen Hbf – Mülheim (Ruhr) Hbf – Essen Hbf – Hattingen (Ruhr) – Hattingen (Ruhr) Mitte |                |